# Avaiki
Avaiki o Hawaiki è comunemente noto dai polinesiani come patria spirituale, la terra degli dèi, e il luogo dei loro antenati. In miti della creazione, è la dimora di Varima-te-takere, la madre primordiale degli dèi e degli uomini. In molti miti polinesiani è la terra della loro origine.